# 扱
扱（あつかい・噯）とは、中世から近世にかけての日本で行われた紛争解決のための仲裁・調停のこと。

## 概要
中世においては単独もしくは複数の第三者（中人）の仲介による扱は広く行われ、身分的には領主から庶民までが対象となり、内容も民事事件・刑事事件を問わず、合戦のような武力衝突の解決手段としても用いられた。
扱においては地域共同体秩序の維持をもっても重要な部分とし、調停方法の基本も当事者双方の主張を折半・中分することによって、相互の主観的衡平感覚の充足を意図するものであった。この原則を「折中（の法）」と称する。この方法は和与の仕組にも影響を与えた。
戦国時代に入ると、領主間紛争の激化と上位権力（戦国大名）の権力強化の過程で領主間紛争や刑事裁判は権力による裁判によって解決されるようになる。
江戸時代には取扱（とりあつかい）とも称され、仲介者は扱人（あつかいにん・噯人）と呼ばれ、主として地域の名望家（町役人・村役人）や公事宿、僧侶などが扱人になった。
江戸幕府は基本的には民事裁判（出入筋）に関わらないことを基本とし、当事者同士の話合いで解決させる内済（ないさい）による解決を原則としていた。このため、扱人が内済によって扱（取扱）をまとめ上げることが望まれ、奉行以下の役人も扱の成立のために民事裁判を中断させたり、時には当事者双方に威圧を加えて内済を強制することも行われた。また、扱人も地域共同体秩序の維持の観点から同様に当事者双方に内済を迫ることもあった。その一方で刑事裁判（吟味筋）は裁判によって処分を決めることを基本とし、初期には認められていた扱による和解を禁じるようになるなど、民事裁判（出入筋）と刑事裁判（吟味筋）では対照的な対応を行った。
内済の成立内容を記した文書を済口証文（すみくちしょうもん）・扱状（あつかいじょう）と称し、双方の記名捺印をもって有効としたが、時には扱人も連署に加わるケースもあった。